# Willis Barnstone
Willis Barnstone (* 13. November 1927 in Lewiston/Maine) ist ein US-amerikanischer Lyriker, Literaturkritiker, Übersetzer und Hochschullehrer.

## Leben
Barnstone studierte am Bowdoin College (Bachelor of Arts 1948), an der Columbia University (Master of Arts 1956) und an der Yale University (Ph.D. 1960), außerdem auch an der University of Mexico, an der Sorbonne und der University of London. Gefördert wurde er durch ein Guggenheim-Stipendium und Stipendien des National Endowment for the Arts und des National Endowment for the Humanities. Er unterrichtete Sprachen und Literatur am Anavryta Classical Lyceum in Griechenland, an der Wesleyan University, der Colgate University, an der Pekinger Fremdsprachenuniversität und an der Indiana University Bloomington, wo er zuletzt Distinguished Professor für vergleichende Literaturwissenschaft war.
1959 erschien mit From This White Island sein erster von mehr al einem Dutzend Gedichtbänden. Außerdem veröffentlichte er Memoiren, Werke und Übersetzungen u. a. aus dem Chinesischen, Spanischen, Französischen, Latein, dem klassischen und modernen Griechischen und dem Hebräischen, darunter biblische Texte und eine komplatte Neuübersetzung des Neuen Testaments. Er wurde u. a. mit Preisen der Poetry Society of America, dem W. H. Auden Award des New York State Council on the Arts ausgezeichnet und war viermal für den Pulitzer-Preis für Dichtung nominiert. Die University of Evansville vergibt jährlich einen Willis Barnstone Translation Prize. Barnstone ist der Vater der Lyriker Aliki Barnstone und Tony Barnstone.

## Werke
Lyrik
- Poems of Exchange with Six Poems Translated from Antonio Machado, 1951
- From This White Island, 1960
- Antijournal, 1971
- A Day in the Country, 1971
- New Faces of China, 1972
- China Poems, 1977
- Stickball on 88th Street, 1978
- Overheard, 1979
- A Snow Salmon Reached the Andes Lake, 1980
- Ten Gospels and a Nightingale, 1981
- The Alphabet of Night, 1984
- Five A.M. in Beijing, 1987
- Funny Ways of Staying Alive, Poems and Ink Drawings, 1993
- The Secret Reader: 501 Sonnets, 1996
- Algebra of Night: New & Selected Poems 1948–1998, 1998
- Life Watch, 2003
- Mexico in My Heart: Selected Poems, 2015

Memoiren
- From Hawthorne's Gloom to a Whitewashed Island, 1992
- With Borges on an Ordinary Evening in Buenos Aires: A Memoir, 1993
- Sunday Morning in Fascist Spain: A European Memoir (1948–1953), 1993
- We Jews and Blacks: Memoir with Poems: With a Dialogue and Poems by Yusef Komunyakaa, 2004

Literaturkritik
- The Poetics of Ecstasy: from Sappho to Borges, 1983
- The Poetics of Translation: History, Theory, Practice, 1993
- ABC of Translation, 2013
- Borges at 80: Conversations & Photographs, 2013

Religionswissenschaftliche Schriften, Übersetzungen
- The Poems of Jesus Christ, Poems Translation with Introductions, 2012
- The Other Bible: Jewish Pseudepigrapha, Christian Apocrypha, Gnostic Scriptures, Kabbalah, Dead Sea Scrolls, 1984
- The Apocalypse: Book of Revelation, 2000
- Art of Worldly Wisdom, by Gracian Baltazar, 2000
- The New Covenant: The Four Gospels and Apocalypse, Newly Translated from the Greek and Informed by Semitic Sources2002
- The Gnostic Bible: Gnostic Texts of Mystical Wisdom from the Ancient and Medieval Worlds, 2003
- The Restored New Testament Including The Gnostic Gospels of Thomas, Mary, and Judas, 2009

Anthologien und Herausgaben
- Rinconete y Cortadillo by Miguel de Cervantes, 1960
- Modern European Poetry, 1966
- Concrete Poetry: A World View, 1969
- Eighteen Texts: Writings by Contemporary Greek Authors, 1972
- A Book of Women Poets from Antiquity to Now, 1980, 1992
- The Literatures of Asia, Africa, and Latin America, 1998
- Literatures of Latin America, 2002
- Literatures of the Middle East, 2002
- Cafe de l’Aube à Paris / Dawn Café in Paris, Poems Composed in French + Their Translation into English, 2011

Übersetzungen
- The Restored New Testament, 2011
- The New Covenant: The Four Gospels and Apocalypse, 2002
- Eighty Poems of Antonio Machado, 1959
- Margarita Liberaki: The Other Alexander, 1959
- Greek Lyric Poetry1962, 1967
- Ignacio Bernal: Mexico Before Cortez: Art, History, Legend, 1963
- Physiologus Theobaldi Episcopi De Naturis Duodecim Animalium, Bishop Theobald's Bestiary of Twelve Animals, 1964
- Sappho: Lyrics in the Original Greek with Translations, 1965
- The Poems of Saint John of the Cross, 1967, 1972
- The Song of Songs: Shir Hashirim, 1970, 2002
- The Poems of Mao Tse-tung, 1972
- My Voice Because of You: 70 poems, Pedro Salinas, 1976
- Radiance and Death of Joaquin Murieta by Pablo Neruda, 1976
- The Dream Below the Sun: Selected Poems of Antonio Machado, 1981
- The Unknown Light: The Poems of Fray Luis de León, 1979
- Bird of Paper: Selected Poems of Vicente Aleixandre, 1981, 1982
- Twenty-four Conversations with Borges: Including a Selection of Poems, Interviews by Rosberto Alifano 1981-1983, 1984
- Laughing Lost in the Mountains: Selected Poems of Wang Wei, 1989
- Cantico espiritual: The Spiritual Canticle of St.John of the Cross, 1990
- Laughing Lost in the Mountains: The Poems of Wang Wei, 1992
- Six Masters of the Spanish Sonnet: Francisco de Quevedo, 1993
- The Poems of Sappho: A New Translation, 1997
- To Touch the Sky: Spiritual, Mystical, and Philosophical Poems in Translation, 1999
- Border of a Dream: Selected Poems of Antonio Machado, 2004
- Sonnets to Orpheus by Rainer Maria Rilke, (bilingual edition), 2004
- Sweetbitter Love: Poems of Sappho, A New Translation, 2006
- The Poems of Mao Zedong, 2008
- The Complete Poems of Sappho, 2009
- Ancient Greek Lyrics, 2009
- Love Poems by Pedro Salinas: My Voice Because of You and Letter Poems to Katherine, 2010